# Chlidones lineolatus
Chlidones lineolatus is een keversoort uit de familie boktorren (Cerambycidae). De wetenschappelijke naam van de soort werd in 1879, tegelijk met die van het geslacht, gepubliceerd door Charles Owen Waterhouse.